# Оломага
Оломага (англ. Olomaga) — пресноводное озеро в округе Атуа, Самоа. Расположено в кратере на западе острова Уполу. Берега озера поросли дождевым лесом. Классифицируется как пресное, питается за счёт осадков.